# 시드노벨
시드노벨(Seed Novel)은 2007년 7월 25일 출간을 시작한 디앤씨미디어의 라이트 노벨 레이블이다. NT 노벨 등 기존의 라이트 노벨과 마찬가지로 작은 판형, 한 달에 한 번 동시 발행 등을 특징으로 하고 있고 대한민국 작가의 작품만을 낼 예정이다. 일괄 발매일은 매월 25일이었다가 2007년 8월에 매월 1일로 변경되었다.
신인 작가를 뽑는 응모전을 진행하고 있다. 2009년까지는 기한 없이 응모작 중에서 작품을 선별하여 출간했지만 11월 23일 마감하고 2010년에는 심사는 투고 즉시 하되 투고 기간에 제한을 두었고, 2011년부터는 투고 기간과 심사 기간을 별도로 지정했다. 초기에는 이메일로 작품을 투고하거나 공식 사이트 내의 공모전 게시판에 공개중인 작품 중 심사 신청을 할 수 있었지만 2007년 7월 31일부터 이메일 투고를 받지 않기로 했다.

## 작품 목록

### 진행 중인 작품
- 유령왕 / 임달영 / 1~5권
- 미얄 시리즈 / 오트슨 / 1~7권
  - 허공 말뚝이 / 오트슨 /1~3권
- 포니테일 대마왕 / 장소연 / 1~3권
- 환상처단자 / 리체 / 1권
- 보이드 워커 / 류승현 / 1권
- 에덴의 아이들 / 유광희 / 1~2권
- 제로 퍼펙트 디멘션 / 임달영 / 1~4권
- 녹턴 아르페지오 / 루탱 / 1권
- GGG / 이시백 / 1권
- 망향교회 / 이효원 / 1~3권
- K에 대한 보고서 / 한재경 / 1권
- 소울루프 / 김준형 / 1~3권
- 워드월드 / 라이큐 / 1권
- 트레스패서 / 권병수 / 1~2권
- 히어로이즈 / 라이큐 / 1~5권
- EFS 엑스마키나 / 백호 / 1~3권
  - 만화 3권
- 올트로스 언더고 / 송성준 / 1~2권
- 오라전대 피스메이커 RB / 반재원 / 1~8권
- P.E.S. 제왕고교 / 이종원 / 1~5권
- 상처투성이 - 밀크커피 / 라이큐 / 1권
- 어느 날 사물함을 열어보니 팬티가 들어 있었습니다 / 이성영 / 1권
- 이 몸을 쓰러뜨릴 용사 구함 / 강명운 / 1권
- 중2병 데이즈 / 김월희 / 1~4권
- 아빠하고 나하고 yo! / 아웰 / 1~4권
- 마이 다크로드☆시스터 / 윤정 / 1~3권
- 살짝엉큼!? / 시은 / 1~3권
- 세계를 멸망시키려는 천재소녀 때문에 내가 멘탈붕괴 / 키온 / 1~2권
- 아드님을 주세요 / 백수왕 / 1권
- 소울기어 브레이커 / LIBLIS / 1권
- 방과 후 미술실 / 흑녹 / 1권
- 블랙스틸 어쌔신 / 김월희 / 1권
- 마흔여덟 번의 고동이 멈출 때까지 / 송성준 / 1권
- 소환학원의 암살자 / 성상현 /1~2권
- 여자 친구는 동시 발매 안 되나요? / NZ / 1권
- 나와 호랑이님 / 카넬
  - 1부 1~9권, 외전 4권
  - 2부 10~19권, 외전 2권
  - 3부 20~22권
  - 앤솔로지 2권
- 모애모애 조선유학 / 이지한 / 1권
- 쓰고 보니 노예계약, 나는 비정규직 히어로다 / 이효원 / 1권
- 안경전쟁 / 에이피 / 1~3권
- 드래곤 카르타 / 서시현 / 1~2권
- 장의사와 트라이앵글 / 에이틴 / 1~2권
- 사기꾼 용사의 용사학개론 / 한세량 / 1~4권
- 파티클 디렉팅 / Papercraft / 1권
- 소녀형 페이지 / 류미온 / 1~2권

### 완결 작품
- 그녀는 교주다 / 김인현 / 1~3권
- 그대에게 만능주문을! / 류은가람 / 단권
- 링 / 땅별 / 1~3권
- 마그나카르타2: 꿈꾸는 자들의 레퀴엠 / 이도경 / 단권
- 마법서와 수학정석 / 권혁진 / 1~3권
- 방과 후의 3월토끼 / 강명운 외 11인 /단권
- 소년 연금술사 / 토돌 / 1~3권
- 스트로베리 UFO / 이신영 / 1~3권
- 우리들의 커튼콜 / 니힐 / 1~3권
- 프린세스 키스 / Avra / 1~3권
- 해한가 / 나승규 / 1~5권
- 환수고교 / 토돌 / 1~3권
- 아이언하트 / 이금영 / 1~7권
- 스페로 스페라 / 나승규 / 上·下권
- 죄를 지은 식인귀와 벌을 받는 사춘기 / 신소음 / 단권
- 카니스 디루스 / 방지연 / 1~5권
- 그녀는 천재다 / 하람 /1~3
- 방과후에 약속한 소녀 /강명운, 류은가람, 블루시드, 최지인
- 방과후에 약속한 소녀2 /신소음, 이금영, 이시백, 오트슨
- 몬스터 프린세스 / 토돌 / 1~6권
- 던전 앤 파이터-아라드의 귀검사 / 이도경 / 1~3권
- 소나기×소나기 / 류은가람 / 단권
- 원고지 위의 마왕 / 최지인 / 1~8권
- 메이드 인 코리아 / 이금영 / 1~7권
- 세계 제일의 여동생님 / 김월희 / 1~4권
- 소녀킬러는 XX를 좋아해! / 블루시드 / 1~5권
- 정의소녀환상 / 키온 / 1~3권
- 우리는 여제의 수호기사단! / 하람 / 1~2권
- 꼬리를 찾아줘! / 강명운 / 1~10권, 외전 1권
- 방과 후의 십이지신 / 강명운, 신소음, 오버정우기, 이금영, 이시백, 카넬/ 상,하권
- 벤더 & 스파이 / 남민철 / 1~2권
- 미소녀연구위원회 / 이어랑 / 1~4권
- 슈퍼빌런 아카데미 / 니켈 / 1~3권
- 야자를 째자~ / 토돌 / 1~6권
- 마이 다크로드☆시스터 / 윤정 / 1~3권
- 아빠하고 나하고 yo! / 아웰 / 1~4권
- 살짝엉큼!? / 시은 / 1~3권
- 개와 공주 / NZ / 1~11권
- 숨덕부 / 오버정우기 / 1~9권
- 평범부활동일지 / Tiz / 1~3권
- 용사 더하기 마왕은!? / 산바람 / 1~4권
- 소심한 복수 사무소 / 류은가람 / 1~5권
- 고스트 메신저 - 霧堤鏡傳 / 김지연, 유은지 / 1권
- 언매지컬 마법소녀 하춘식 / 온점 / 1~3권
- 퀸즈 나이트 카엘 / 토돌 / 1~8권
- 리벤지&레이디 / 나승규 / 1~5권
- 나와 비행소녀 / 카넬 / 1권
- 나와 그녀와 그녀와 그녀의 건전하지 못한 관계 / 최지인 / 1~8권
- 소년, 라이트노벨을 쓰자! / LR 지음 / 1~3권
- 사월화 리버스 / 아웰 / 3권
- 탐정의 왕
  - 탐정의 왕 앤솔로지 /신소음, 반재원, 오버정우기, 오트슨, 카넬
  - 사기꾼 탐정은 추리를 하지 않는다 / 신소음
- 레벨 0 마스터 / 토톨 / 1~6권
- 포션메이커 / 이금영 / 1~2권
- 반역기사의 성녀찬탈 / 최지인 / 1~5권
- 협박연애 / NZ / 1~5권
- 드래곤X프린세스X블레이드 / 오버정우기 / 1~10권
- 운디네 스트라이크 / 최지인 / 1~9권
- 흡혈귀의 연애방법 / blk
- 이단의 마왕과 리버레이터 / 임경배 / 1~6권
- 질주하라, 스프린티나! / OUT / 1~4권
- 은둔마왕과 검의 공주 / 비에이 / 1~8권
- 절대성역의 뱀파이어 / 에바트리체 / 1~5권
- 혁명의 아이오너 / 하지연 / 1~5권
- 용사가 마왕을 무찌를 때 우리들도 있었다 / 맑은날오후 / 1~15권
- 나를 지상 최강으로 만들어 줘! / 요하 / 1~4권
- 초인동맹에 어서오세요 / 반재원 / 1~19권
- 무림여학원 / 오버정우기 / 1~10권

### 시드북스
- 보스 몹답게 행동하세요, 스왈로우 씨 / 렐트리 / 1~10권
- 전생의 프로가 꿀 빠는법 / 송수아 / 1~3권
- 천하제일 이인자 / 월영신 / 1~7권
- 0.0000001%의 마왕님 / 파란영 / 1~5권

### 완결
- 악마공작 아즐란 / 최지인 / 10권
- 갑각 나비 / 오트슨 / 5권
- 귀환자의 마법은 특별해야 합니다 / 유소난 / 1~8권
- 탑클래스 / 최지인 / 1~8권
- 배드 엔딩 메이커 / 류은가람 / 1~9권